# Mixcoatlus melanurus
La víbora torito mexicano (Mixcoatlus melanurus) es una especie de serpiente perteneciente a la familia Viperidae. El nombre de la especie es en alusión a la característica de poseer una cola negra.

## Clasificación y descripción
Estas serpientes son de tamaño mediano y cuerpo robusto, alcanzan una longitud hocico-cloaca de 570 mm, la cola es corta y robusta, aproximadamente 13% de la longitud del cuerpo. La pupila es verticalmente elíptica. La cabeza es ampliamente triangular, presentando una profunda foseta entre el ojo y el nostrilo. Las escamas de la superficie dorsal de la cabeza son pequeñas. Esta especie se caracteriza por poseer las escamas supraoculares realzadas semejando un cuerno con la punta roma. El hocico es moderadamente truncado en vista dorsal. Presenta un total de 21 hileras de escamas quilladas en el cuerpo. La escama anal es única. Subcaudales enteras. Con una espina en la punta de la cola. La coloración dorsal es grisácea. Una banda postocular oscura está presente, extendiéndose desde el margen posterior inferior del ojo hasta el ángulo de la mandíbula. Presenta manchas en patrón de zigzag color gris por todo el cuerpo. Las infralabiales están fuertemente marcadas con manchas café oscuro a negras. La coloración de la cola es una de las características más conspicuas de la especie, dorsalmente la cola tienden a ser gris carbón a casi negro; ventrolateralmente una línea estrecha blanca o amarilla se extiende desde la cloaca a la porción distal de la cola. Ventralmente presenta una fuerte pigmentación grisácea en un fondo crema.

## Distribución
Esta especie es endémica de México, se encuentra en el sur de Puebla y norte de Oaxaca. Se registró para algunas localidades del Valle de Tehuacán y solo en una en el de Cuicatlán.

## Hábitat
Esta especie habita en la región semiárida del Valle de Tehuacán aunque pueden encontrarse en los encinares a una altitud de 1940 a 2265 m s. n. m. Es de hábitos terrestres, aunque se pueden encontrar sobre los izotes. En algunos sitios esta especie se encuentra asociada a lugares rocosos. Se han encontrado refugiadas dentro de las lechuguillas, bajo rocas o bajo agaves secos. Es una especie vivípara. Ejemplares jóvenes se han observado en el mes de enero en Santiago Alseseca y en junio en Cacaloapan, Puebla.

## Estado de conservación
Se encuentra catalogada como amenazada (EN) en la IUCN. y bajo protección especial en la NOM-059-SEMARNAT.